# Евелина Николова
Евелина Георгиева Николова е българска състезателка по борба. На летните олимпийски игри в Токио през 2021 година печели бронзов медал в категория до 57 килограма. Сред другите и големи успехи са бронзов медал от световното първенство в Баку през 2015 година в категория до 55 килограма и сребърен медал на европейското първенство в Букурещ през 2019 година.
На 28 октомври 2022 година на тържествено заседание на Общински съвет - Петрич Евелина Николова, заедно с още шест видни петричани е удостоена със званието Почетен гражданин на Петрич.

## Успехи
| Година | Турнир                     | Локация           | Резултат | Събитие |
| ------ | -------------------------- | ----------------- | -------- | ------- |
| 2015   | Европейски игри            | Баку, Азербайджан | 3        | до 55кг |
| 2015   | Световно първенство        | Лас Вегас, САЩ    | 3        | до 55кг |
| 2019   | Европейско първенство      | Букурещ, Румъния  | 2        | до 55кг |
| 2021   | Европейско първенство      | Варшава, Полша    | 3        | до 57кг |
| 2021   | Летни олимпийски игри 2020 | Токио, Япония     | 3        | до 57кг |
| 2022   | Европейско първенство      | Будапеща, Полша   | 2        | до 57кг |
| 2023   | Европейско първенство      | Загреб, Хърватия  | 3        | до 57кг |
| 2024   | Европейско първенство      | Букурещ, Румъния  | 2        | до 57кг |